# Rhein-Mosel Verkehrsgesellschaft

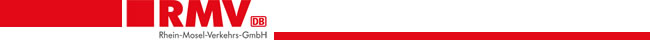
Früheres Logo der Rhein-Mosel Verkehrsgesellschaft

Die RMV Rhein-Mosel Verkehrsgesellschaft mbH ist ein Verkehrsunternehmen des öffentlichen Nahverkehrs im nördlichen Rheinland-Pfalz. Sie ist 1989 aus dem Geschäftsbereich Bahnbus (GBB) Rhein-Mosel der Deutschen Bundesbahn hervorgegangen und ist damit einer der ältesten und größten Busbetriebe im Norden von Rheinland-Pfalz. Seit 2008 tritt sie unter dem Namen DB BAHN – Rhein-Mosel-Bus auf. Sie ist ein Tochterunternehmen der DB Regio (74,9 %) und der RMV Beteiligungs GmbH (25,1 %). Hinter der RMV Beteiligungs GmbH stehen zu je 50 % die Rheinland Busdienste GmbH, ein Zusammenschluss mehrerer mittelständischer Busunternehmen, sowie Veolia Transdev.
Das Einzugsgebiet umfasst rund 11.300 Quadratkilometer, was etwa der Hälfte der Gesamtfläche des Landes Rheinland-Pfalz entspricht. Linien werden in Landkreisen und den Städten Koblenz und Trier unterhalten. Dort befördern 255 Fahrer der Rhein-Mosel Verkehrsgesellschaft und 1480 Fahrer von Vertragspartnern in insgesamt 894 Bussen rund 37 Millionen Kunden im Jahr. Davon entfallen rund 70 Prozent auf Schüler und Kindergartenkinder.

## Tochterunternehmen

Logo der Rhein-Westerwald Nahverkehr GmbH

### DB Regio Bus Rhein-Mosel GmbH
Die DB Regio Bus Rhein-Mosel GmbH ist eine 100%ige Tochtergesellschaft der RMV Rhein-Mosel Verkehrsgesellschaft mbH.
Der Firmensitz der Gesellschaft ist in Montabaur. Im Jahr 1997 gegründet, betreibt sie Buslinien in den Landkreisen Altenkirchen, Neuwied, Westerwald, Mayen-Koblenz, Lahnstein und Vulkaneifel.

### Rheinhunsrückbus GmbH

Logo der rhb

Die rhb rheinhunsrückbus GmbH (rhb) mit Sitz in Simmern ist eine 65%ige Tochtergesellschaft der Rhein-Mosel Verkehrsgesellschaft mbH. Die übrigen Geschäftsanteile werden von der Zickenheiner GmbH (27 %) und der Stemmler-Bus GmbH (8 %) gehalten. Diese Gesellschaft ist für den ÖPNV im Rhein-Hunsrück-Kreis zuständig und betreibt dort den Großteil der Buslinien.

## Besondere Verkehrsangebote

### RegioLinien
In Kooperation mit dem Zweckverband SPNV-Nord betreibt die Rhein-Mosel Verkehrsgesellschaft unter dem Angebotsnamen „RegioLinie“ acht im Taktfahrplan verkehrende Linien, die vor allem Ober- und Mittelzentren im nördlichen Rheinland-Pfalz miteinander verbinden.

### RadBusse
Von April bis November werden unter dem Namen „RadBus“ auf sieben der RegioLinien zusätzliche Anhänger für die Fahrrad-Beförderung eingesetzt. Durch die Nähe zu den stark frequentierten Radwegen entlang der Mosel, der Maare, der Ahr und der Vulkaneifel wird damit ein hohes touristisches Potential erschlossen.

## Fuhrpark
Bei der RMV waren und sind derzeit rund 110 eigene Busse unterschiedlicher Hersteller und Baujahre im Einsatz. Es handelte sich größtenteils um Fahrzeuge der Typen Mercedes-Benz O 407, O 405 NÜ, O 530 Ü, O 530 LE, O 530 G und O 550 sowie MAN Lion’s City Ü, Lion’s City G, Setra S 315 NF, S 315 UL sowie S415NF und Irisbus Crossway LE und Solaris Urbino 18.